# Lupinus longifolius
Lupinus longifolius là một loài thực vật có hoa trong họ Đậu. Loài này được (S.Watson) Abrams miêu tả khoa học đầu tiên.

## Hình ảnh

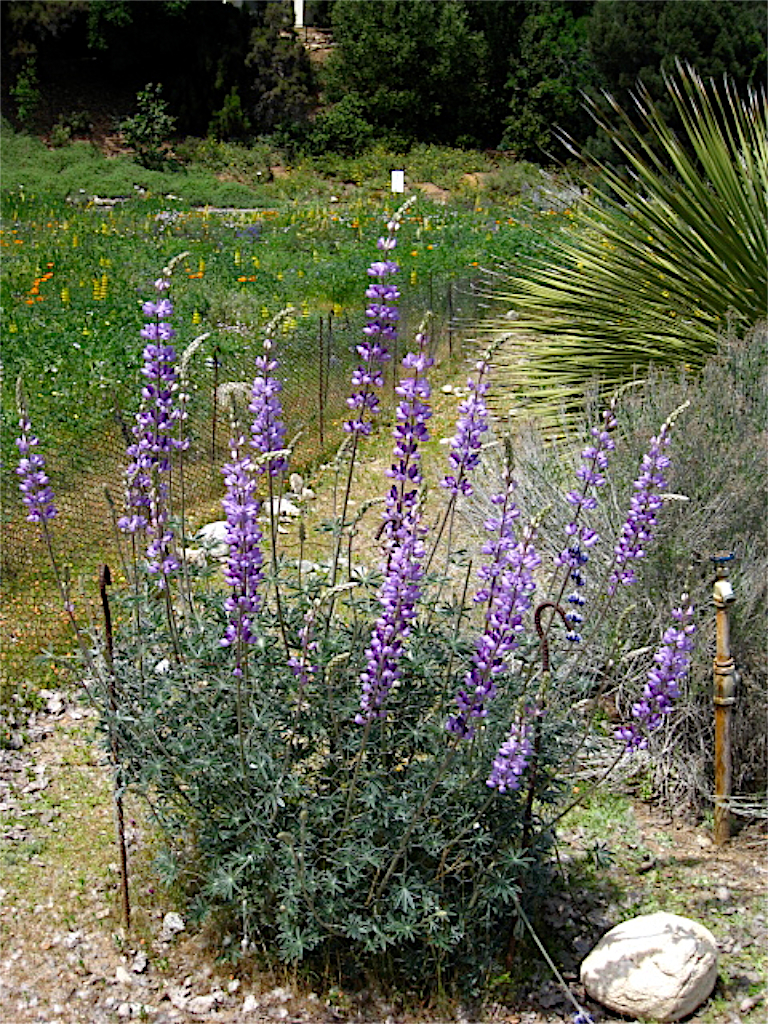
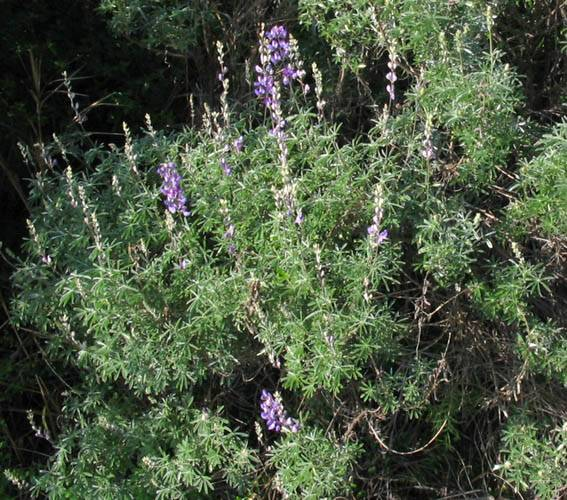